# Castlevania: Symphony of the Night
Castlevania: Symphony of the Night (spesso abbreviato in Castlevania: SOTN), in Giappone Akumajō Dorakyura X: Gekka no Yasōkyoku (悪魔城ドラキュラX 月下の夜想曲?, Akumajō Dorakyura Ekkusu: Gekka no Yasōkyoku) è un videogioco della serie Castlevania. È, in ordine di uscita, il tredicesimo episodio, ed è il sequel di Akumajō Dracula X Chi no Rondo.
Symphony of the Night è stato pubblicato nel 1997 per PlayStation, e l'anno seguente per Sega Saturn, dotato di alcuni contenuti aggiuntivi e uscito nel solo Giappone. Nel 2006 il gioco è uscito attraverso il servizio Xbox Live; nel 2007 attraverso l'analogo PlayStation Network della controparte Sony. Inoltre sempre del 2007 è la versione per PlayStation Portable intitolata Castlevania: The Dracula X Chronicles, compilation contenente anche Chi no Rondo. Il 26 ottobre 2018, il gioco viene riproposto anche su PlayStation 4, nella collection chiamata Castlevania Requiem: Symphony of the Night & Rondo of Blood.

## Trama
La storia è ambientata nel 1797, cinque anni dopo gli eventi di Chi no Rondo: nel prologo si rivive il finale di quest'ultimo, vestendo i panni di Richter Belmont durante la battaglia finale con Dracula: il conte questa volta parrebbe sconfitto definitivamente, e il castello distrutto. Passano quattro anni e Richter sembra misteriosamente scomparire nel nulla, salvo poi riapparire improvvisamente insieme al castello, dichiarando di esserne il nuovo padrone.
Intanto Alucard (dal nome Dracula letto al contrario), figlio di Dracula ma dalla parte dell'umanità, viene svegliato dal suo sonno auto-indotto a causa dell'enorme potere malvagio irradiato dal castello: ignaro del corso degli eventi, decide di indagare su questa nuova minaccia. Ma non è l'unico: nei suoi passi incontrerà anche Maria Renard, sorella di Annette (la donna amata da Richter), che vuole scoprire che cosa è successo al cacciatore di vampiri.

## Modalità di gioco
Con Symphony of the Night avviene il passaggio dello stile di gioco della serie, che da tradizionale videogioco a piattaforme diventa quello che viene definito metroidvania. Infatti, se prima i giochi si rifacevano ad uno stile di gioco più classico (escludendo il secondo capitolo), ora acquista molti elementi da action RPG e dalla serie Metroid. I livelli di gioco non sono più in sequenza, ma interconnessi fra di loro, rendendo possibile tornare sui propri passi; inoltre non sono presenti limitazioni temporali, in modo da permettere un'esplorazione accurata delle varie locazioni.
Inoltre, con il prosieguo del gioco e facendo varie azioni , il castello si rigira su se stesso; cosi facendo, il giocatore potrà esplorare gli stessi luoghi ma in modo differente, e trovare oggetti, nemici e boss diversi, necessari a completarlo al 100%.

### Elementi GDR
Uccidendo i vari nemici si accumulano punti esperienza, che fanno aumentare di livello il personaggio: ad ogni livello aumentano le statistiche (punti vitali, attacco ecc), e allo stesso tempo proseguendo nel gioco cresce l'abilità dei nemici.
È presente un inventario dove selezionare di volta in volta gli oggetti da utilizzare, partendo da cosa tenere nelle mani: è possibile tenere due armi differenti, ognuna dotata di un pulsante di fuoco indipendente. È inoltre possibile indossare una protezione per la testa, una per il busto, un mantello e due ulteriori accessori.
In alcuni frangenti del gioco (specie dopo avere sconfitto i boss) si possono trovare delle nuove abilità, chiamate "relic". Queste permettono di compiere nuove azioni, particolarmente utili per raggiungere locazioni precedentemente inaccessibili: ad esempio la leap stone permette di eseguire due salti di seguito in aria, mentre holy symbol permette di non essere danneggiati dall'acqua; alcune relic permettono di mutare in altre forme (lupo, pipistrello o nebbia).
Alucard può anche evocare (una volta ottenuta la relic corrispondente) un famiglio; questi sono di aiuto nell'attaccare nemici o, grazie alle diverse abilità speciali, nell'esplorare il castello. Come per il protagonista anch'essi aumentano di livello mentre vengono utilizzati, risultando più efficaci col passare del tempo.

### Bonus
Una volta terminato il gioco normalmente, si può decidere di ricominciare con Richter o, nella sola versione Saturn, con Maria. Queste modalità perdono le caratteristiche da RPG, dato che sparisce l'inventario (non è possibile cambiare arma o utilizzare altri oggetti) e il sistema di esperienza, risultando così più simile ai vecchi titoli della serie: l'unica novità mantenuta è quella dei punti di salvataggio sparsi per la mappa.
Nella versione PlayStation è possibile utilizzare Richter, una volta completato il gioco una volta al 100%, inserendo come nome file della nuova partita "RICHTER". Allo stesso modo si possono avere altri bonus, inserendo "AXE ARMOR", vi farà partire con un'armatura blu che trasforma il vostro eroe in uno dei cavalieri blu che lanciano un'ascia, o "X-X!V''Q" che invece farà iniziare il vostro personaggio con il valore fortuna a 99 (il massimo).

## Accoglienza
All'epoca della sua uscita, Symphony of the Night è stato molto apprezzato dalla critica specializzata. La recensione di GameSpot lo definisce come "possibly the best 2D action side scroller ever." (probabilmente il migliore platform a due dimensioni di tutti i tempi); e anche per IGN è "one of the finest 2D platforms game yet seen" (uno dei migliori platform bidimensionali mai visti). Play Generation confermò che da molti fan del genere veniva considerato uno dei punti più alti raggiunti dalla grafica 2D.
Il punto a sfavore riguarda invece la qualità del doppiaggio in lingua inglese.
Nel 1998 è stato dichiarato PlayStation Game of the Year dalla rivista Electronic Gaming Monthly; è inoltre arrivato al quarto posto nella classifica di EGM "100 greatest games of all time" proposta dalla stessa. La rivista PlayStation Magazine lo ha nominato "Gioco dell'anno" nel 1997. Appare nella classifica di Gamespot "The Greatest Games of All Time"; al sedicesimo posto in quella di IGN "Top 100 Games of All Time" e al diciottesimo in quella di Game Informer.. Negli aggregatori di recensioni Metacritic e Game Rankings ha un punteggio di 93%.